# منشية السد العالي
منشية السد العالي، هي أحد مناطق القاهرة تقع بين عين شمس، والمرج، وشارع جسر السويس، الذي يفصلها عن منطقة النزهة الجديدة، وإداريا تتبع مدينة السلام.
يوجد فيها العديد من المدارس، مثل مدرسة 23 يوليو مدرسة أنس بن مالك والعديد من المعاهد الأزهرية ونادى اجتماعى (نادى النخيل)، وحديقة عامة (حديقة بدر)، وكان بها مصنع سيجال قبل أن يتوقف عن الأنتاج، ويتم بيعه، والبناء على أرضه.
هي منطقة سكنية صناعية، وأكبر شوارعها شارع الأربعين، الذي يمتد من جسر السويس حتي شارع التروللي، وبها شارع العشرين وشارع نور الإسلام، والشارع التجاري، وأكبر مساجدها مسجد المهدي ومسجد الرحمن، وجامع الرحمة، ومسجد الشهيبي.
والسكان الاصليين لهذه المنطقة من البدو، وأغلبهم من قبيلة الحويطات.